# Danmarks amter (1662-1793)
 For alternative betydninger, se Danmarks amter. (Se også artikler, som begynder med Danmarks amter)
Liste over Danmarks amter, som de eksisterede i perioden 1662-1793:
1. Åstrup, Sejlstrup, Børglum
2. Dueholm, Ørum, Vestervig
3. Aalborghus
4. Skivehus
5. Mariager Kloster
6. Hald
7. Dronningborg
8. Bøvling
9. Lundenæs
10. Silkeborg
11. Kalø
12. Skanderborg
13. Havreballegård
14. Åkær
15. Riberhus
16. Koldinghus
17. Stjernholm
18. Hindsgavl
19. Assens
20. Rugård
21. Odensegård
22. Nyborg
23. Tranekær
24. Halsted Kloster
25. Ålholm
26. Nykøbing
27. Møn
28. Vordingborg
29. Tryggevælde
30. Roskilde
31. Ringsted
32. Korsør
33. Antvorskov
34. Sorø
35. Sæbygård
36. Kalundborg
37. Holbæk
38. Dragsholm
39. Jægerspris
40. Kronborg
41. Frederiksborg
42. Hørsholm
43. København
44. Bornholm

Dertil kom de sønderjyske amter:
1. Haderslev Øster (opretter 1789)
2. Haderslev Vester (opretter 1789)
3. Åbenrå og Løgum Kloster
4. Tønder
5. Sønderborg og Nordborg